# ヒトクイ
『ヒトクイ』は、御堂彰彦による日本のライトノベル。

## あらすじ
ヒトクイは、人間社会に潜んで生活する、人間を餌として捕食する人間の姿をした人外の生物の総称である。柴崎倖一はそんなヒトクイの中のひとりだった。
あるとき、倖一は他のヒトクイが人間を捕食するところを、普通の人間の少女である瞳と共に目撃してしまった。それ以来、2人はヒトクイに執拗に狙われるようになり、2人を護衛する立場にある「組織」のエージェント双葉と共に逃避行となる。

## 用語
ヒトクイ
人間社会に潜んで共存生活する、人間の姿をしているが人間以上の再生能力、怪力、耐久力を持つ人外の生物の総称。
人間を餌として捕食する。人間のような固有名を持ち、個々に生活している。
組織
ヒトクイに襲われる倖一と瞳を護衛する組織。

## 書籍
- 2004年11月25日発売 ISBN 978-4840228534